# اعتقال لحظة هاربة
اعتقال لحظة هاربة، مجموعة نصوص من مؤلفات الشاعرة والكاتبة العربية السورية غادة السمان، صدرت في عام 1979، عن منشورات غادة السمان في بيروت، لبنان.